# Tatort: Feierstunde
Feierstunde ist ein Fernsehfilm aus der Krimireihe Tatort. Der vom WDR produzierte Beitrag ist die 994. Tatort-Episode. Die Erstausstrahlung fand am 25. September 2016 im deutschen Sender Das Erste statt. Das Ermittlerduo Thiel und Boerne ermittelt in seinem 30. Fall.

## Handlung

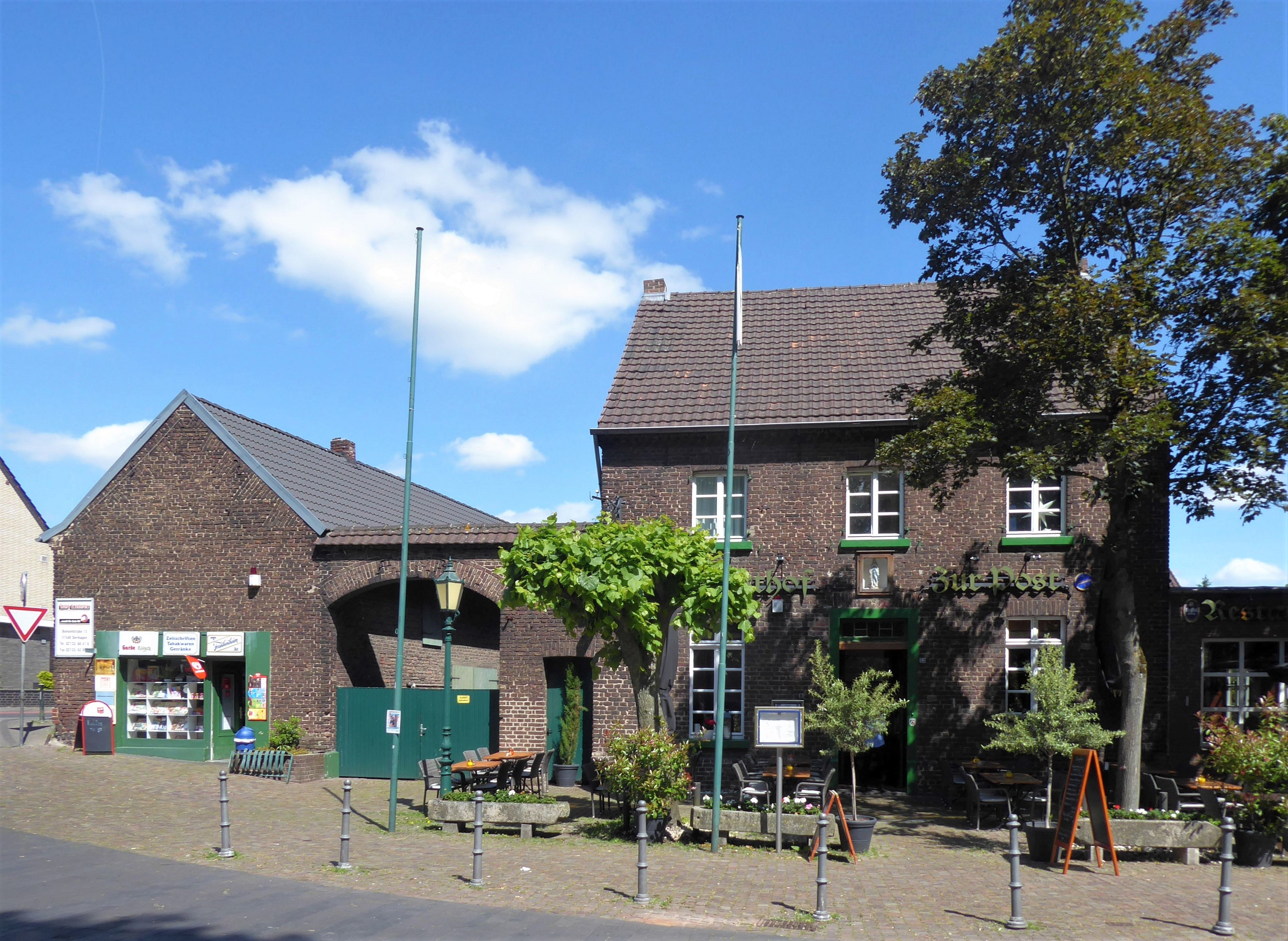
Der Drehort der Restaurantszenen, der Gasthof Zur Post in Zons

Professor Harald Götz forscht seit Jahren fieberhaft nach einem Medikament für seine an ALS erkrankte Frau Martina. Er hofft verzweifelt auf finanzielle Unterstützung durch Fördermittel, doch die hat sich gerade Professor Boerne für ein prestigeträchtiges Forschungsprojekt an Mumien gesichert. Schließlich nimmt sich Frau Götz das Leben mit einer Waffe, die ihr Mann im Darknet besorgt hat. In einer Sitzung bei seiner Psychotherapeutin Dr. Corinna Adam spricht Götz offen über seine Rachegelüste gegen Boerne.
Als Boerne seinen Erfolg in einem Restaurant mit Kollegen feiert, sucht der bewaffnete Götz die Veranstaltung auf und nimmt die Anwesenden als Geiseln. Boerne verabreicht er heimlich durch vergiftetes Essen eine Substanz, welche die Symptome von ALS simulieren und so die schrecklichen Auswirkungen der Krankheit demonstrieren soll. Tatsächlich leidet Boerne nach einiger Zeit unter massiven Lähmungserscheinungen. Götz erschießt eine Geisel, die Hilfe rufen will, und verschanzt sich mit den anderen im Gastraum. Er bietet ihnen an, dass sie im Gegenzug für ihre Freiheit Boerne umbringen sollen. Boernes Assistentin Silke Haller hat mittlerweile erfahren, dass ihr Chef sich wegen geplanter Budgetstreichungen um die Fördermittel bemüht hat, um Hallers Planstelle und damit sie als seine Mitarbeiterin nicht zu verlieren. Als sie die Feier aufsucht, um sich zu bedanken, gerät sie ebenfalls in die Gewalt des Geiselnehmers. Einige der Ärzte denken ernsthaft über Götz’ Angebot nach, Boernes Ableben zu beschleunigen, doch Haller stellt sich vor ihren hilflosen Chef. Die Polizei steht kurz vor dem Zugriff mit einem SEK, um die Geiselnahme zu beenden, doch Thiel bricht den Einsatz ab, da seine Assistentin Krusenstern in Götz’ Labor Hinweise findet, dass der in der Gaststätte ein Virus freigesetzt hat. Thiel fordert daraufhin ein Seuchenschutzkommando an.
Krusenstern findet heraus, dass Boerne mit Botox vergiftet wurde, das zwar nicht ansteckend, aber ebenfalls tödlich ist, da es zu Botulismus und nach einiger Zeit zu einem qualvollen Erstickungstod führt. Dr. Corinna Adam taucht zur psychologischen Unterstützung am Einsatzort auf. Sie lässt Thiel und den Einsatzleiter wissen, dass sie die Einzige sei, die mit dem Geiselnehmer kommunizieren könne. Krusenstern erfährt inzwischen, dass Dr. Adam, die auch Neurologin ist, in der Vergangenheit ebenfalls an der Universität geforscht hat, doch vor einigen Jahren wegen unzulässiger Forschungsmethoden keine Vertragsverlängerung mehr erhielt. Gemeinsam mit Thiel verschafft sich Dr. Adam Zutritt zum Gasthaus und verwickelt Götz in ein Gespräch. Dies nutzt Thiel und schafft mit Haller den mittlerweile fast bewusstlosen Boerne aus dem Haus in einen Lieferwagen. Dr. Adam bemerkt dies und zeigt nun ihr wahres Gesicht. Sie beschwört Götz, Boerne endlich umzubringen, was sie durch ihre Sitzungen von langer Hand vorzubereiten versuchte. Als er sich weigert, erschießt sie ihrerseits Götz mit dessen Schusswaffe, schlägt Haller nieder und flieht mit dem Lieferwagen samt Boerne. Durch eine Großfahndung kann die Polizei den Lieferwagen finden, Dr. Adam festnehmen und Boerne rechtzeitig in ärztliche Behandlung übergeben, um sein Leben zu retten. Am Ende bedankt sich Boerne bei Thiel und seiner Assistentin für die Rettung mit dem Versprechen, ein besserer Mensch werden zu wollen.

## Hintergrund
Der Film wurde vom 4. April 2016 bis zum 3. Mai 2016 in Köln und Münster gedreht. Die Restaurantszenen wurden in Zons im Gasthof Zur Post aufgenommen.

## Rezeption

### Kritiken
„Regelmäßig werden an dieser Stelle die beiden Comedy-Kriminalisten abgewatscht, auf dass im Anschluss der Autor dieser Kritik im Forum abwatscht wird. So angenehm vertraut dieser Mechanismus auch ist – wir wollen ihn hier gerne einmal aushebeln und von Herzen sagen, wie gut wir Boerne und Thiel in dieser Folge finden.“

„Wenn man einem Format viele seiner Albernheiten austreibt, sollte etwas an die Stelle dieser Albernheiten treten, möglichst etwas Nennenswertes. Regisseur Lars Jessen erzählt aber nur eine konstruiert wirkende Geschichte […] um die Ungerechtigkeiten des Lebens und um jenen verzweifelten Mann vom Anfang, Professor Götz, der seinem Kollegen Boerne aus gutem Grund an den Kinnbart will. […]
Die Gagroutine wird mit dem Jubiläumsfall durchbrochen, aber die Geschichte ist zu schwach. Münster, ein Schicksal: Wenn man es mit den Witzen ewig übertrieben hat, kommt man aus der Nummer irgendwann nicht mehr raus.“

### Einschaltquote
Die Erstausstrahlung von Feierstunde am 25. September 2016 wurde in Deutschland von 13,31 Millionen Zuschauern gesehen und erreichte einen Marktanteil von 38,31 Prozent für Das Erste.